# Angiolo Silvio Novaro
Pour les articles homonymes, voir Novaro.
Angiolo Silvio Novaro (né le 12 novembre 1866 à Diano Marina, en Ligurie, dans le nord-ouest de l'Italie et mort le 10 mars 1938 à Oneglia) est un écrivain et poète italien.

## Biographie
Alors qu'il n'est encore qu'un enfant, sa famille part s'installer à Oneglia pour travailler dans la société de production d'huile P. Sasso & Figli appartenant à sa mère Paolina Sasso.
Il habitera presque toute sa vie à la Casa Rossa (Maison rouge) dans une totale discrétion.
Ses premières œuvres sont des romans et nouvelles véristes, publiés dans des journaux contemporains.
En 1894, il se marie avec Laura Butte et ils ont un fils, Jacopo. C'est à cette époque que sa production littéraire augmente et qu'il publie son roman le plus connu Il Cestello.
Il se lie d'amitié avec Giovanni Verga et Gabriele D'Annunzio.
À la suite du décès de son fils Jacopo pendant la Première Guerre mondiale, il écrit Il fabbro armonioso (L'Harmonieux Forgeron), récit d'une grande intensité douloureuse.
Il meurt à Oneglia le 10 mars 1938.

## Œuvres
Son poème le plus connu est La pioggerellina di marzo (La petite pluie de mars), qui est encore aujourd'hui étudié dans les écoles primaires italiennes. Il y décrit la tendresse et le tic-tac de la pluie lorsqu'elle tombe sur les toits, la végétation, et se demande : « … che dice la pioggerellina di marzo… » (« que dit la petite pluie de mars… »)
Ses autres œuvres sont :
- Sul mare (1889)
- L'angelo risvegliato (1901)
- Il cestello (1910)
- Il cuore nascosto (1921)
- La fisarmonica (1924)
- Taci non parlare (1939)

Une nouvelle :
- (it) La Bottega dello Stregone, Armando Editore, 2005Nouvelle inclus dans Fiabe con la F maiuscola de Riccardo Reim, extrait lisible en ligne La Bottega dello Stregone, consulté le 27 juillet 2011

## Autres images

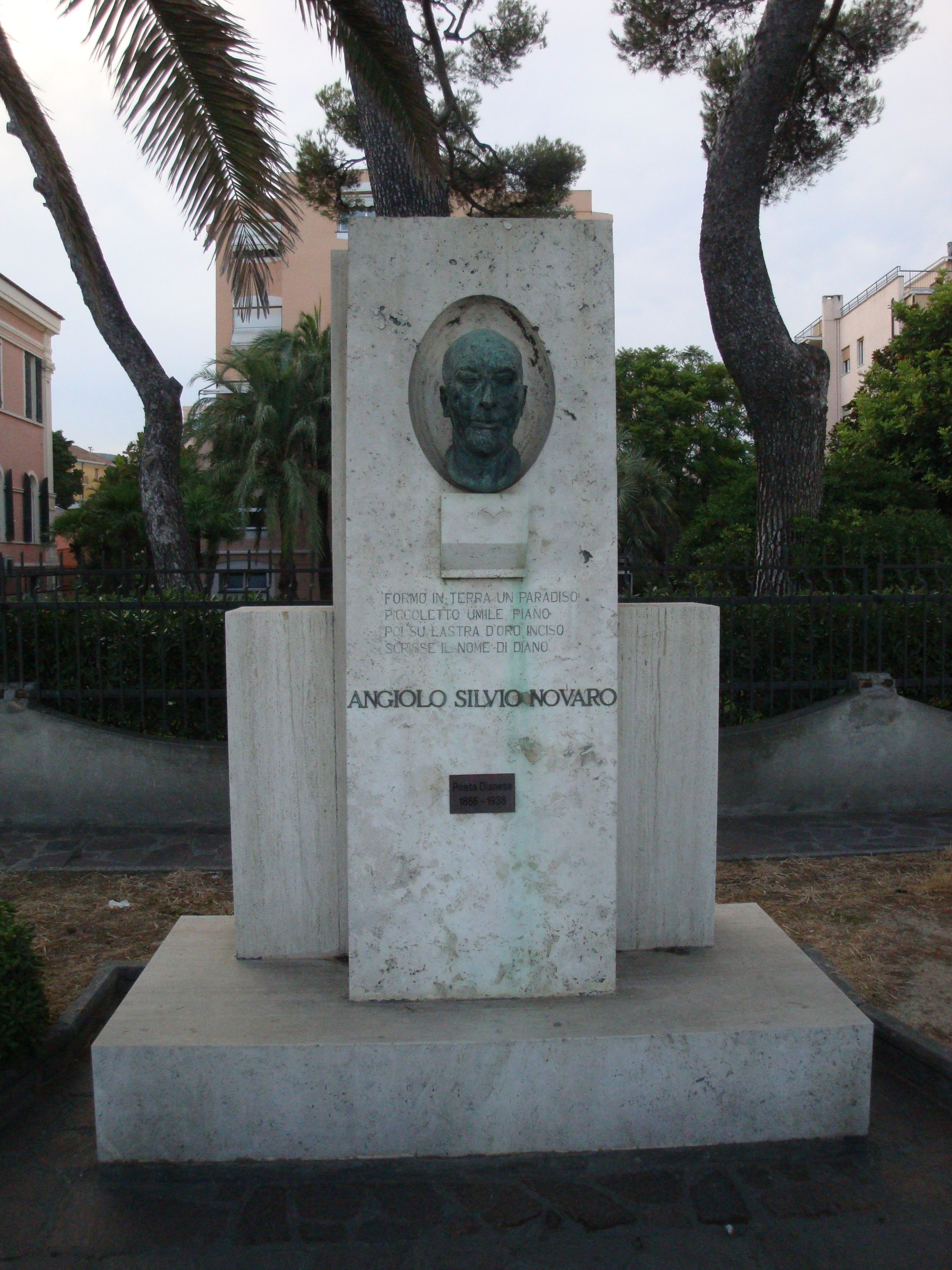
La colonne avec le buste du poète, sur la Promenade de Diano Marina.
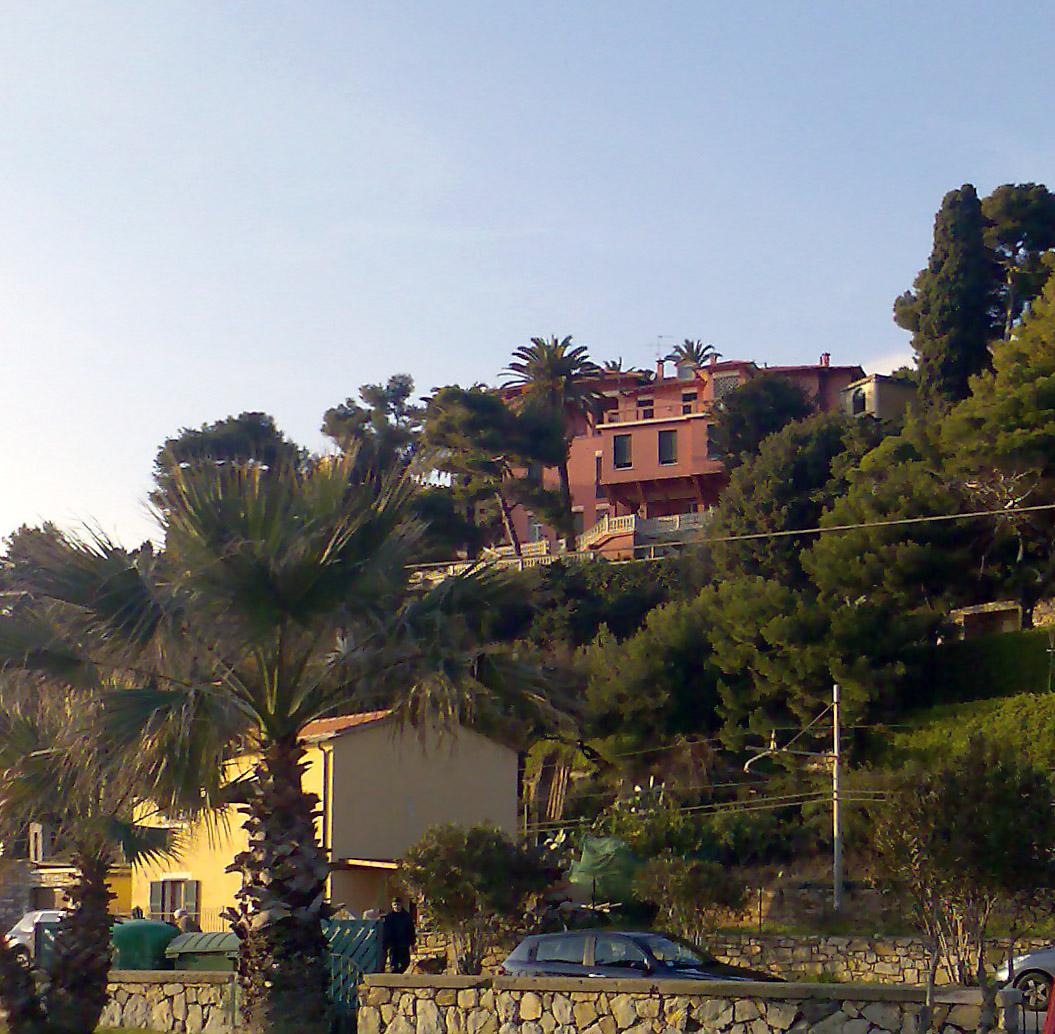
La Maison rouge, à Capo Berta (Oneglia), où Novaro a habité presque toute sa vie.